# الديناميكية السكانية لمصايد الأسماك

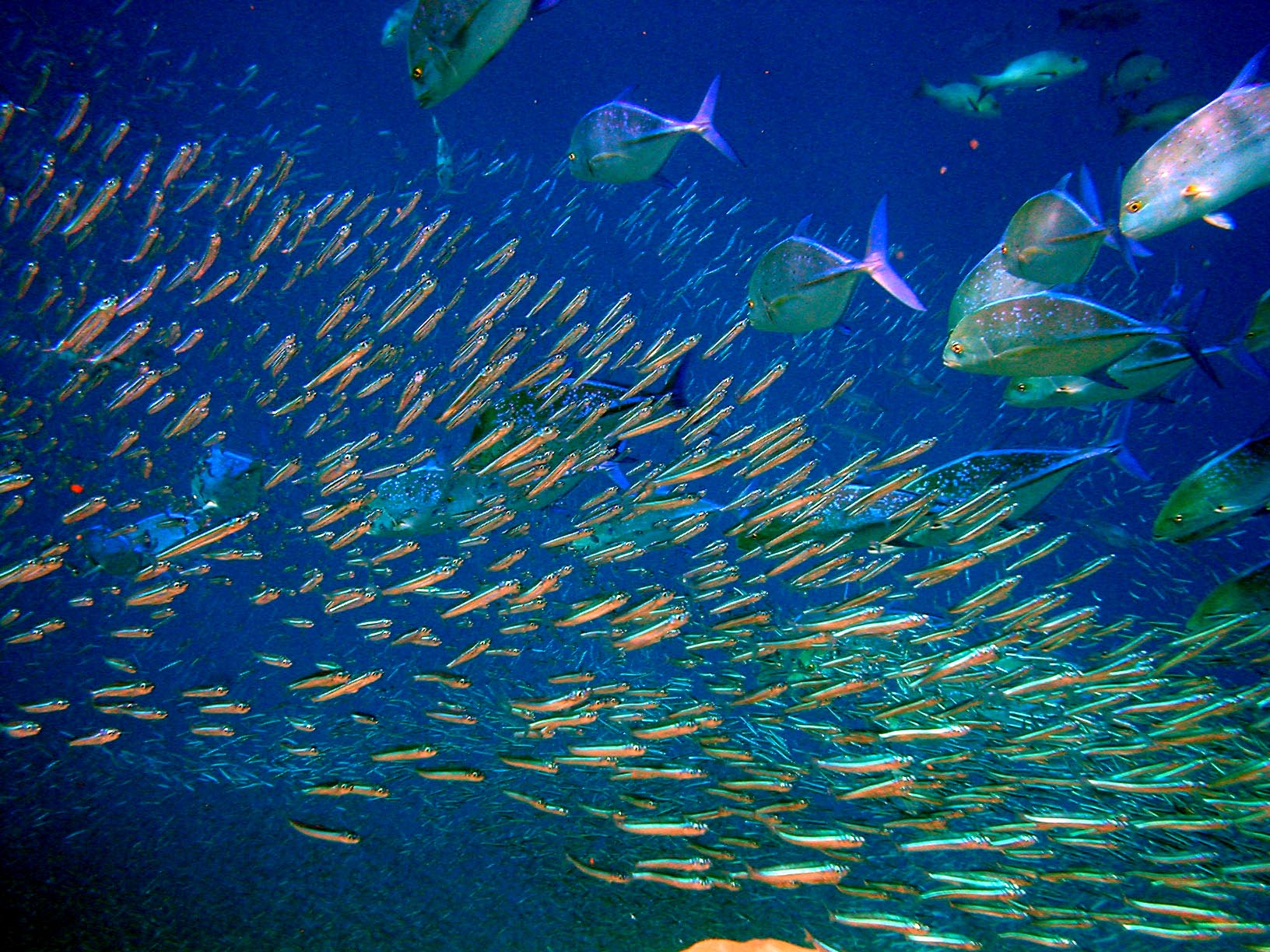
أسماك البراكودا المفترسة تحيط بأسراب أسماك الأنشوفة في جزر المالديف

المسمكة هي منطقة تحتوي على مجموعة مرتبطة من الأسماك أو الحيوانات المائية التي يتم صيدها نظرًا لقيمتها التجارية أو الترفيهية. يمكن أن تكون مصايد الأسماك برية أو مزروعة. وتصف الديناميكية السكانية الطرق التي تنمو وتتناقص خلالها مجموعة محددة مع مرور الوقت، حيث يتحكم فيها الميلاد أو الموت أو الهجرة أو الاستيطان. وتمثل الأساس لفهم تغير أنماط الصيد ومشكلاته، مثل تدمير المواطن والافتراس ومعدلات جني المحصول السمكي المثلى. ويستخدم الديناميكية السكانية لمصايد الأسماك علماء مصايد الأسماك في تحديد العائدات الثابتة.
تتضح العلاقة المحاسبية الأساسية للديناميكية السكانية في نموذج الميلاد والهجرة والوفاة والاستيطان (BIDE):
N1 = N0 + B - D + I - E
حيث N1 هو عدد المجموعة في الوقت 1، N0 هو عدد المجموعة في الوقت 0، B هو عدد المواليد، D هو عدد الوفيات، I هو عدد من استوطنوا، E هو عدد من هاجروا بين الوقت 0 والوقت 1. وبينما يمكن حدوث الاستيطان والهجرة في المصايد البرية، فغالبًا ما لا يتم قياسهما.
تتأثر أعداد الأسماك في المصايد بثلاث دوال للمعدل الديناميكي:
- معدل الميلاد أو الإمداد. الإمداد يعني بلوغ عدد معين أو مرحلة تكاثر معينة. وفي مصايد الأسماك، غالبًا ما يشير الإمداد إلى العمر الذي يمكن عنده صيد السمك وحصره في الشباك.
- معدل النمو. يقدر نمو الأسماك من حيث الحجم والطول. وهذا أمر مهم في مصايد الأسماك حيث يتم تقدير مجموعات الأسماك من حيث الكتلة البيولوجية.
- الموت. يتضمن الموت نتيجة الصيد أو الموت الطبيعي. ويشمل الموت الطبيعي الافتراس من غير البشر والأمراض وكبر السن.